# Metro Optic
Metro Optic est une entreprise de télécommunications européenne opérant des infrastructures en fibre optique noire,  parfois associées à la mise en œuvre de technologies SDSL ou  EFM  sur paires de cuivre, par exemple lors de la mise en place, en technologie SDSL, d'un lien de "back-up" du lien principal par fibre optique, ou encore dans le cas du déploiement de Réseau privé d’entreprise (VPN) en technologie Multiprotocol Label Switching (MPLS).
En 2017, Metro Optic lance un service de Managed SD-WAN, Carrier Grade, à moins de 100 euros par mois par site.
Metro Optic répond exclusivement à la demande d'entreprises, notamment les Entreprises de taille intermédiaire  (ETI), les Petites et moyennes entreprises (PME) et quelques Grands comptes.

## Historique
L’opérateur de télécommunications Metro Optic est fondé en 2013 au Luxembourg.
En 2014, l’opérateur s’implante en France .
Metro Optic est membre du France-IX, le  point d'échange internet français

## Spécialisation ultra haut débit
Metro Optic est également connu pour sa spécialisation dans le très haut et ultra haut débit, à partir de 100 Mbit/s en débit garanti qualité Entreprise.
En Île-de-France en particulier, l’opérateur de télécommunications français d'infrastructures en fibre optique noire pour entreprises  a noué un partenariat avec Telcité,, société du Groupe RATP chargée d’exploiter les infrastructures de fibre optique des emprises du  Métro de Paris, du  Réseau express régional  (RER) et du Tramway.

## Réseaux fibre optique du  Grand Paris
Metro Optic est positionné comme un opérateur au service du Grand Paris, accompagnant le développement du haut débit dans le tissu des entreprises, Entreprises de taille intermédiaire  (ETI) et Petites et moyennes entreprises (PME) franciliennes, dans la perspective d'une nouvelle territorialité en Île-de-France,.
Metro Optic est membre du « Broadband Aggregation Group » de la commission européenne, intervenant sur la problématique du développement en synergie des réseaux régionaux européens de transport public et des réseaux de fibre optique.

## Le très haut débit, préalable aux services en mode Cloud Computing
Metro Optic est impliqué dans le développement des services en mode cloud computing  pour lesquels la mise en place de solutions de connectivité très haut débit est un préalable.
L’opérateur a été sélectionné comme partenaire technologique innovant par Club Décision DSI, le premier club français de Directeur des systèmes d'information (DSI).
Metro Optic est membre d’Eurocloud France .